# 2011年リビア内戦
2011年リビア内戦（2011ねんリビアないせん）は、リビアにおいて2011年に起こった政治社会的要求を掲げた反政府デモを発端とする大リビア・アラブ社会主義人民ジャマーヒリーヤ国とリビア国民評議会などの反政府勢力の間で勃発した内戦である。アラブ圏に於いては「2月17日革命」(ثورة 17 فبراير)と呼ばれる。
2月15日に開始され、同年8月に首都トリポリが北大西洋条約機構軍の支援を受けた反体制派のリビア国民評議会の攻勢によって陥落し、事実上の最高権力者として40年以上政権の座にあったムアンマル・アル＝カダフィ（以下カダフィ大佐）革命指導者が率いる大リビア・アラブ社会主義人民ジャマーヒリーヤ国は事実上崩壊した。その後もカダフィ大佐は抗戦を続けたが10月20日に最後の拠点スルトで身柄を拘束され、その際に受けた攻撃でカダフィ大佐は死亡した。10月23日に国民評議会によりリビア全土の解放が唱えられ内戦終結が宣言されたが、その後、親カダフィ勢力およびイスラム国の台頭を招き内戦は現在まで継続している。

## 概要
1969年以来、41年間というアフリカ諸国最長の政権を維持するカダフィ大佐に対する退陣要求が高まった。一連の反政府運動は、チュニジアでのジャスミン革命やエジプトでのエジプト革命が他のアラブ諸国に波及したアラブの春のうちの一つとして数えられている。この騒乱により、カダフィ大佐は政権の座を追われ、長期独裁に終止符が打たれることになった。
リビアは先に反政府デモが勃発したチュニジアやエジプトとは違い、豊富な石油や天然ガス資源を背景とした富がある程度は国民に配分されていたとされた。しかし1969年の政権掌握以来、強権的な統治を行ない、また反政府活動に対する厳しい監視や弾圧が行われており、カダフィ大佐に対する不満は鬱積していた。国民だけでなく、権力の後ろ盾となってきた軍や部族の間にも、カダフィ大佐に対する不満があったとされる。

## 推移

戦闘の推移
3月1日時点で反カダフィ派が確保した地域 (格子模様:国連の武力介入前に喪失)
3月から8月の間の紛争地域
8月に反カダフィ派が進撃した西部沿岸の地域
10月1日時点で反カダフィ派が確保した地域
最終的にカダフィ派に残された地域
大規模な戦闘
戦闘

### デモ発生前夜

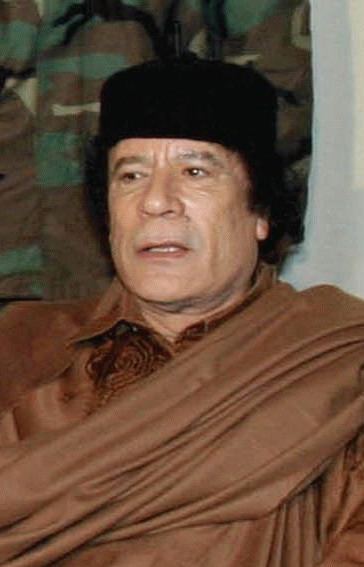
ムアンマル・アル＝カッザーフィー

王政期の国旗 (1951年制定）。「反カダフィ」の象徴として東部の反体制派によって掲げられるようになった。

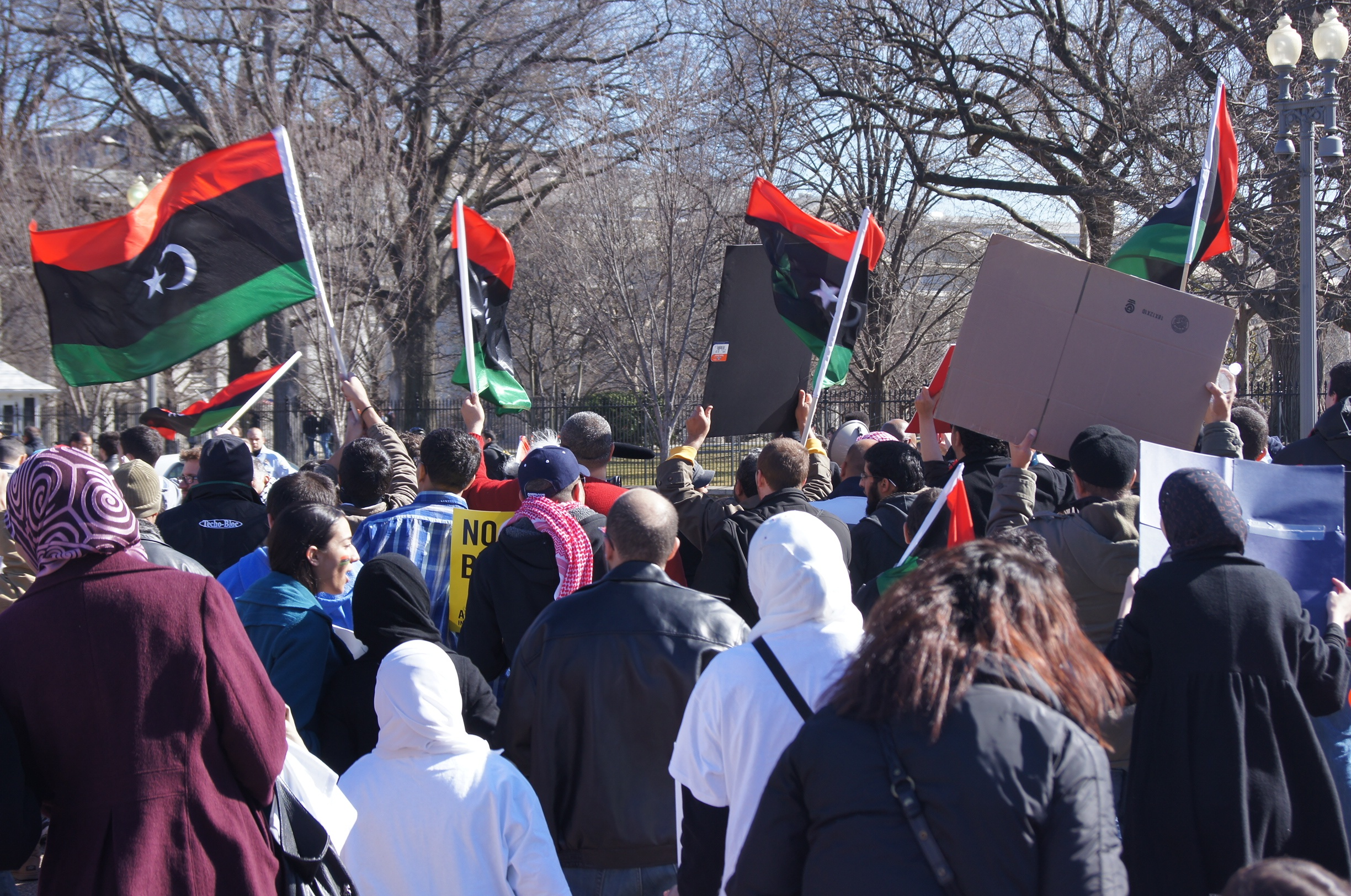
ワシントンD.C.のホワイトハウス前で反カダフィのデモを行うアメリカに亡命したリビア人。王政期の国旗を掲げている。2011年2月19日撮影

チュニジアで2010年暮れより発生した一連の反政府運動に対してカダフィ大佐は一貫して批判的な立場を取り続けてきた。しかし民衆の間でインターネット上で反政府デモを呼びかける動きが始まり、これに対して当局も書き込み者を逮捕するなど封じ込めに躍起となった。

### 反政府デモ勃発
2011年2月15日、拘留されている人権活動家の弁護士の釈放を要求するデモがリビア東部のキレナイカにあるベンガジにて発生し、警官隊や政府支持勢力と衝突。警官を含む38人が負傷した。同時に、政府を支持する行進もリビア全土で行われた。ベンガジはカダフィ大佐が倒したリビア王国の中心地であり、前国王イドリース1世の出身地であって、カダフィへの支持が比較的弱い都市であった。
結局、リビア政府は沈静化のため翌16日には釈放要求に応じ、拘留されていたリビア・イスラム戦闘集団 (LIFG) のメンバー110人を釈放した。しかし16日以降もデモは続き、反政府デモが数日前より呼びかけられてきた17日には「怒りの日」として複数の都市においてデモが発生し、16日と17日の反政府デモでは治安部隊の弾圧により24人以上が死亡した。こうした抗議運動に対抗するため、17日には数千人の政府支持派が首都トリポリなどで集会を開いたほか、治安部隊に軍やリビア政府直属の民兵だけでなく外国人の傭兵も投入した。
18日、ベンガジに軍が配備された。この日にベンガジを始め5つの都市で数千人規模のデモが発生し、治安部隊はこれを実弾で制圧し、35人が死亡、合計死亡者数は84人に達した。
ベンガジの東にある都市であり、旧王家（サヌーシー教団）の本拠地であったベイダが反政府派によって制圧され、政府支持派の民兵2人が処刑された。
19日、ベンガジで再びデモが発生し、受刑者が刑務所から多数逃亡し警察署に放火。また犠牲者の葬儀に集まった反政府デモ隊に対して治安部隊が発砲し死傷者が出た。デモ参加者は数万人規模となった。
20日、合計死亡者数が250人に達した。
反政府デモが拡大の一途をたどる中、国営テレビでカダフィ大佐の次男であるサイフ・アル＝イスラームが演説を行い、デモに対する軍や警察の対応には誤りがあったことを認め、また政治改革を行う姿勢を示した。一方で一連のデモによって死者が何百人も出ているというのは誇張だとして否定し、リビアにおける内戦勃発を警告し、また反政府デモに対して厳しい対応を取ると明言した。しかしこの日、ベンガジでは政府の国民への攻撃に反発した軍の一部が政府に反旗を翻して反政府側につき、ベンガジを制圧し、放送局が襲撃され放火された映像が国営テレビにて流された。
21日には反政府デモが首都のトリポリにまで飛び火し、政府の施設である人民ホール、全人民会議、警察署などが炎上した。またこの日にトリポリや近郊都市で発生した反政府デモに対して政府当局は空爆を実施。この日だけで250人が死亡し、同時に戦闘機やヘリコプターによる機銃掃射、手榴弾や重火器、さらには戦車を使用してデモ隊への攻撃を開始し、事実上の自国民への無差別虐殺が始まった。油田でのストライキも発生し、操業が停止した。

### 高官の離反・カダフィ大佐への反旗
こうした政府当局による大規模な弾圧に対し、政権側からも批判の声が上がり始める。
リビアの国連代表部を務めるイブラヒム・ダバシ次席大使は、リビアは大量虐殺という戦争犯罪を行っているとして強く非難。国際刑事裁判所による調査を要請するとともに、カダフィ大佐に退陣を要求。2月21日に亡命した。この21日にはアブドゥル・ラフマン・シャルガム国連大使を除く国連代表部のメンバー全員がカダフィ大佐からの離反を宣言した。カダフィ大佐とは高校時代以来の半世紀にわたり友人であるシャルガム大使だけは忠誠を誓い続けたが、25日に国際連合にて非難演説を行い、各国に対しリビアを救うよう涙ながらの要請を行い、国連安保理でのリビア制裁案を支持するとも表明した。
外交官アウジャリ駐米大使。また、アラブ連盟のリビア代表もデモ隊を支持し辞任した。
また軍関係では2月21日に開始されたデモ隊への空爆に際して空軍機2機が命令を無視してマルタに亡命した。また23日にも空爆を拒否した戦闘機の乗組員が機外へパラシュートで脱出、同機体は砂漠に墜落した。反政府側が制圧したベンガジでは一部の兵士が政府軍に反旗を翻して戦ったほか、軍将校らが兵士に反政府運動への参加を促し、軍にトリポリへの行進を求めた。
身内からもカダフィ大佐を見限る動きが進み、カダフィ大佐の長女や五男の妻など一族が航空機で海外逃亡を試みたものの逃亡先の空港で着陸を拒否されるなどのケースが相次いだほか、カダフィ大佐のいとこにあたるアフメド・カダフ・アルダムがエジプトに亡命した。

### 高まる政権崩壊の可能性

#### 2月22日
前日イギリスのウィリアム・ヘイグ外務大臣が、カダフィ大佐がリビアを離れ、飛行機でベネズエラに向かっているという情報があると言及（ベネズエラの政府高官は否定）したのを受け、カダフィ大佐自身が国営テレビに自宅前から出演し、トリポリに居る事を表明した。夕方に国営テレビに再び登場した際、演説の中で反政府運動を「六四天安門事件のように叩き潰す」と強硬姿勢を崩さず、また国外亡命の可能性についても改めて否定した。
最初に反政府派に制圧されたとされるベイダから「自由リビアの声」と称する国営ラジオとは違う放送が発信され、その放送がデンマークで受信された。その中で、「自由人民軍（と称する組織）がリビアのほぼ全域を制圧した」と声明が流れ、さらに首都の放送局を制圧するためにトリポリに向かってほしいと併せて放送している。同日までにリビア東部はほぼ反政府側が掌握したとされる。23日にはイタリアのフランコ・フラッティーニ外務大臣がリビア東部は政府の統治下にないと語った。
この日、国際刑事裁判所当局者が弾圧の死者が600人に上ったと伝えた。トリポリの医師が語ったところでは、体制側の雇ったアフリカ系外国人兵が病院に侵入し、負傷者を殺害しているという。
アラブ連盟は、反政府デモを武力で鎮圧するリビア政府を「人権侵害」、「重大な国際法違反」と強く非難した。
22日には国際連合安全保障理事会にてリビア情勢についての緊急会合が行われ、国民に対する武力行使を非難する報道機関向け声明を採択した。

#### 2月23日

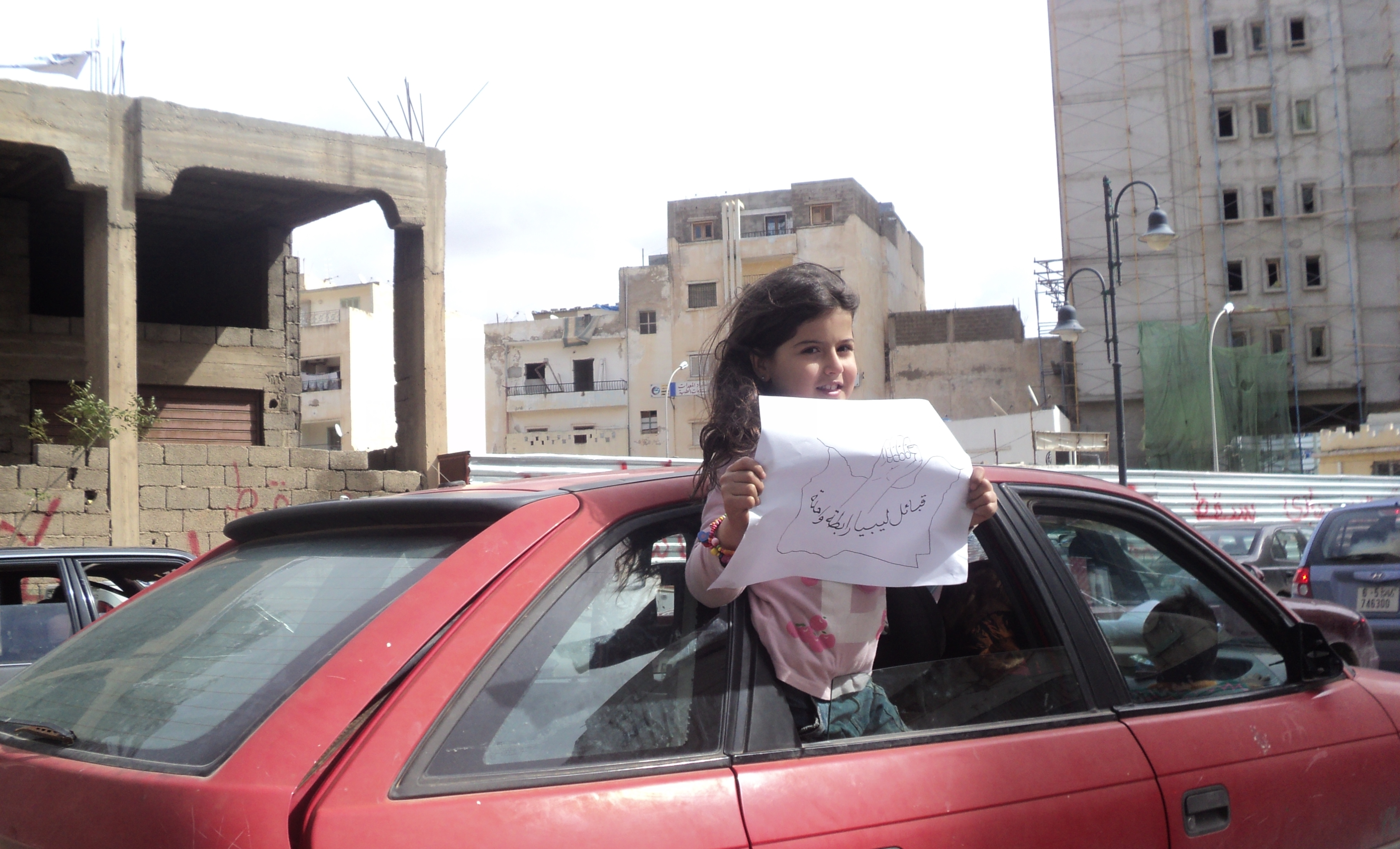
リビアの諸部族は団結せよと書かれたプラカードを掲げる少女（2011年2月23日、ベンガジ）

先述のとおり、23日までにリビア東部は反政府派に掌握され、また
リビア第3の都市ミスラタやトリポリ西部の都市ズワーラも反政府派に掌握されたという報道、更には首都のトリポリとカダフィ大佐の出身地のスルト以外は政府の施政権が及ばなくなったとの報道も流れ、カダフィ大佐は求心力が低下し窮地に追い込まれたとの見方が強くなった。これを証左する動きとして、カダフィ大佐を支持するデモには数十人しか集まらなかった点や前日の演説に失望した秘書官が銃でカダフィ大佐の暗殺を謀った暗殺未遂事件が発生した点、そして先述の国外逃亡を図ったカダフィ大佐の娘が乗っていたとされる飛行機がマルタに着陸を許可を求めたものの拒否され、結局リビアに戻るという事態が発生している。

#### 2月24日
カダフィ大佐は国営テレビ演説で徹底抗戦する意思を表明。国営の携帯電話会社からは「神は指導者（カダフィ）と人々に勝利を与える」とのメールを配信して求心力の維持を図っている、私兵部隊が精油精製所を破壊している、トリポリ郊外で治安部隊が反政府勢力に攻撃を加えるという報道があった。対して反政府勢力は首都トリポリを包囲するなど事態は深刻化の一途をたどった。首都トリポリから120kmほど西にあるズワーラは既に反体制派の手に落ちたものの、石油積み出し施設のある北西部のザーウィヤでは、反体制デモを行っていた勢力がモスクに立てこもっていたため、政府軍がモスクの明け渡しと降伏を要求。これを反体制派が拒否すると、ミサイルでモスクを撃破し、さらに自動小銃で掃射するという残虐行為に出た。この件により、23人が死亡し55人が負傷している。なお、ザーウィヤを巡る攻防戦では死者が100人以上出ているとアルジャジーラが報じている。
しかしカダフィ大佐に対する包囲網は確実に狭まっていた。スイス政府がカダフィ大佐と側近の持つ8億8000万スイス・フラン（資産価値は2009年末現在）相当の資産を凍結すると発表した。またリビアの、正確にはカダフィ大佐の資金源である石油施設のあるラスラヌフ（トリポリより東方600km）とマルサ・エル・ブレガ（ベンガジより南）が反政府派の手によって制圧されたという報道も流れた。施設は反体制派の警備下にあり、積み出しも継続しているという。さらに、首都のトリポリでも市民が属する部族の大半が反カダフィを鮮明にしており、25日に大規模デモを行うよう呼びかけられているという報道もあった。これらの事態を受けて、政権側も24日から25日にかけて、公務員の給与引き上げや各家庭への現金支給（500リビア・ディナール、一般国民の月給とほぼ同額）といった懐柔策を出した。その一方で、反政府デモの情報提供に対しても現金を支給するという対抗策も打ち出した。
フランスに住む30人のリビア人が、リビア政府による反体制派の弾圧に抗議し、パリのリビア大使館を占拠、大使館員を追放した。カダフィ政権以前のリビア王国の国旗が掲揚された。

#### 2月25日
金曜礼拝に合わせてデモが呼びかけられていたため、モスクはカダフィ大佐支持派の軍や民衆で固められながらの礼拝となる。デモでは治安部隊が参加者に無差別発砲し、首都トリポリだけで10人の死者を出した。この日、日本とアメリカの在リビア大使館は一時閉鎖を決定。
最高レベルの旅行勧告である退避勧告を出し、西ヶ廣渉大使ら日本大使館のスタッフ3人は在チュニジア日本大使館に移動して引き続き邦人退避活動にあたった。
翌26日にはフランス、イギリス、カナダも大使館を一時閉鎖した。
夜にはトリポリにある緑の広場でカダフィ大佐が演説し、この中でカダフィ大佐は自国民に団結して外国勢力（アメリカ、イギリスなど）に対抗する事が必要だと強調し続け、「われわれは武装するために武器庫を開ける。（反体制派との）戦いに勝ち、彼らを殺す」「われわれはまだ使っていない武器を持っている。彼らを打ち負かし、踊ろう。歌おう」などと演説し反体制派との徹底抗戦を訴えた。この際、「まだ使っていない武器がある」（英語で「We have power」）との発言から、アブドルジャリル前司法書記は毒ガス（マスタードガス）といった化学兵器を使用する可能性を示唆した。カダフィ大佐は2003年に化学兵器の廃棄を宣言。2004年には化学兵器禁止機関（OPCW）が査察し、23tのマスタードガスと1300tの毒ガス製造用化学兵器、化学兵器製造施設の存在を確認している。化学物質を装填できる爆弾3500発余りはすぐに廃棄されたものの、毒ガス処分は処理が技術的な問題もあり難航し、20tがまだ残ったままとされている。またアイルランド在住の亡命リビア人記者のアダム・アルキク氏は、現在も「化学兵器の平和目的」と称しトリポリで研究が続けられていると述べている。ただし、この演説の中で述べられている「武器」（power）の意味は、兵器と言うよりはむしろ国民が団結し、対抗する力のことだと思われる。
この時点で、反体制派によって制圧された東部（エジプトとの境界線）と政権側が抑えていた西部（チュニジアとの境界線）の国境管理に大きな違いがみられた。東京新聞（中日新聞グループ）記者の報道によれば、2月25日にリビア東部に入った際には、国境を管理する政府の国境審査官が姿を消しており、入国審査は行われていなかった。検問が反体制派の自警団によって何ヶ所か設置されたものの、簡単な所持品検査で終わり、報道関係者には水や食料などの差し入れが行われた。
これに対して、同日のテレビ報道によれば、リビア西部国境は緑一色のリビア国旗が翻っていたことから、政権の管理下にあるものとみられた。そこから国境を越えてきた市民らの中には、国内に残る家族の安否を気遣って詳細を話すことをためらった人や携帯電話に入っていたメモリーを消去されたり、メモリーカードを没収された人が多数いた。3月2日ごろからは出国者自体が減少し、政府の統制が強くなっていることをうかがわせた。騒乱終結直前の8月半ばまでこの状態が続いた。

### 暫定政権樹立・政権側の反攻

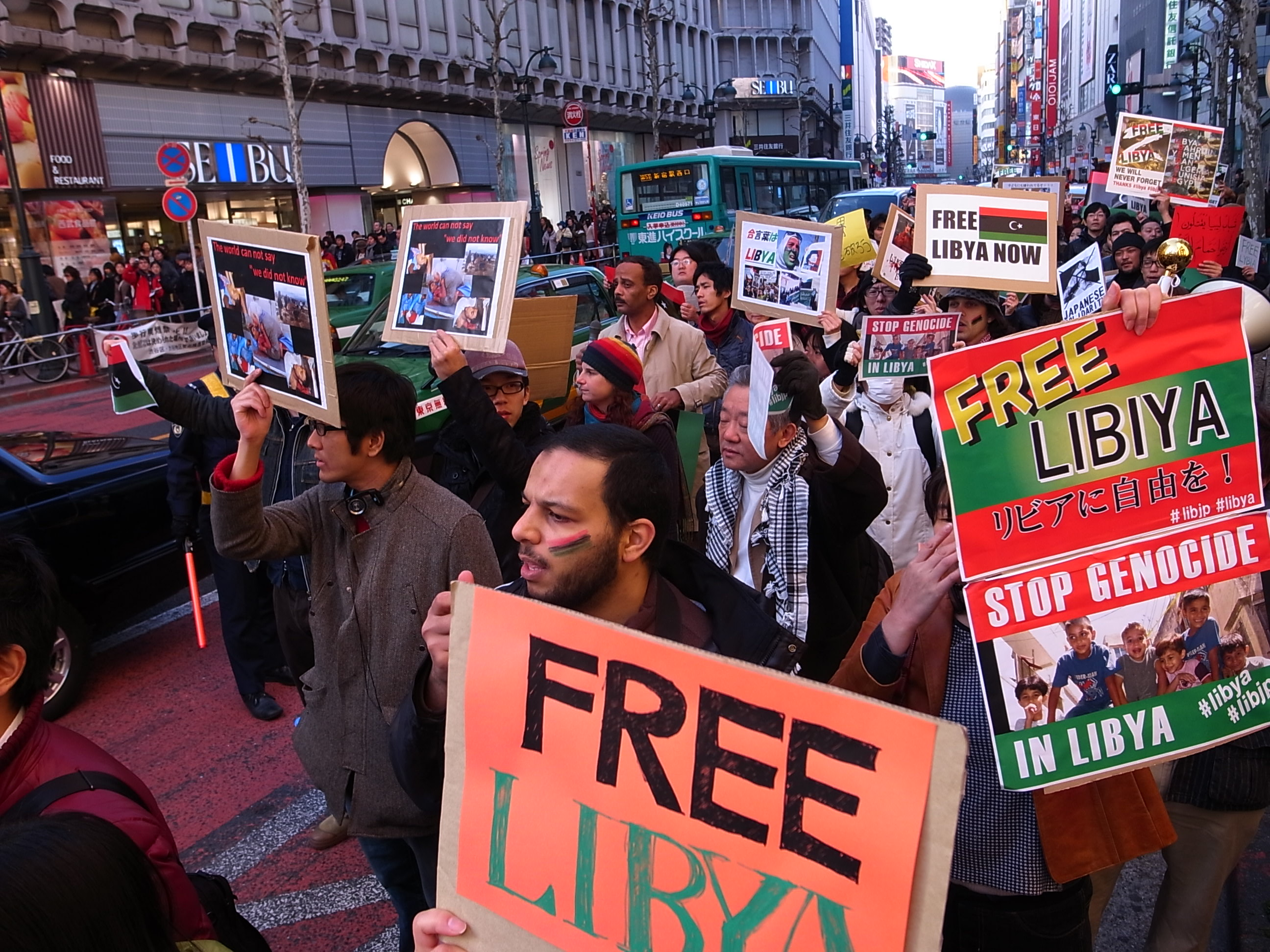
東京都渋谷区で反カダフィのデモを行う在日リビア人と親民主派の日本人。王政期の国旗を掲げている。2011年2月26日撮影

#### 2月26日 - 28日
首都のトリポリ以外がほぼ反政府側の手に落ち追い詰められたカダフィは支持派市民に対して武器を渡し、反政府運動の封じ込めに乗り出した。反体制側もミスラタで義勇兵を集め始め、数百人が行列を作っていた。このため、首都での衝突は不可避になった。
27日、カダフィ政権に反旗を翻し辞任したアブドルジャリル前司法書記がベンガジにて暫定政権「リビア国民評議会」設立を宣言、カダフィ政権打倒に向けて国民結束を呼びかけた。この日、首都トリポリの一部は反政府勢力によって制圧された。
国際連合安全保障理事会はリビアに対する制裁決議を全会一致で採択した（国際連合安全保障理事会決議1970）。これと並行して、国際刑事裁判所に付託することも決定した。アメリカ政府もまた、リビアのカダフィ大佐による自国民への武力行使に対して非難、そしてカダフィ大佐などリビア政府の幹部がアメリカ国内に所有する資産を凍結する単独の制裁措置を発動した。アメリカ政府は、さらに多国間の枠組みによる制裁措置の実施に向けて、ヨーロッパ各国や国連などと調整を続けており、リビアのカダフィ政権に対する圧力を強めるとした。
28日、カダフィ大佐は初めて欧米メディアのインタビューに応え、反転攻勢を予告した。
28日午前までにリビア在住中国人29,000人が避難した。チュニジアには1.1万人、クレタ島に1万人、マルタには1,600人、中国帰国は2,500人である。

#### 3月1日 - 3日
アブドルジャリル率いる国民評議会の下に当初乱立していた反政府勢力の自治政権が結集し始め、2日にはベンガジで会合を開き、アブドルジャリルが正式に同評議会の議長に就任、革命達成に向けて結束を強めた。
一方の政府勢力も傭兵の出動や空軍の空爆などにより領土の奪還に乗り出し、戦局は一進一退の攻防となった。
戦局は国家二分、長期戦の様相を呈しはじめ、この頃から、一連の騒乱を「内戦」と表記するメディアが現れた。反政府軍は各国に軍事介入や飛行禁止空域の設定を要請した。

#### 3月4日- 10日
4日、トリポリで金曜礼拝に合わせてデモが行われ、当局の鎮圧により100人以上が拘束された。政府軍のザウィヤ奪還に伴う戦闘で反政府軍の司令官が戦死したほか、ベンガジをはじめ全土で戦闘・空襲が相次いだ。
5日、カダフィ大佐の出身地スルトでも部族間の対立から戦闘が発生した。国民評議会は「軍事委員会」の設立を決定し、それまで個別に展開していた反政府軍を正規の「政府軍」として統率することとなった。また、内閣に相当する「危機管理委員会」を設置、「リビア国内唯一の正統な政府」を主張し、EUなど外国政府との交渉を開始した。
7日、国民評議会はカダフィ大佐から自分の身の安全の保証を条件に政権を譲渡する提案がなされ、評議会側が拒否したことを明かした。また翌8日、アブドルジャリル自身が、一連の戦闘に関する追訴を行わないことを条件に72時間以内の退陣を求めたことを明かした。カダフィ大佐は提案の存在そのものを否定した。
9日、カダフィ政権は、アブドルジャリルをはじめとする評議会幹部に懸賞金を出した。
10日、フランス政府は国民評議会をリビアにおける正式な政府として承認した。

### 政権側の猛攻
国際社会から評議会は正当な政権として承認されたものの、後述する国際社会からの飛行禁止区域の制定を得られなかったことで、装備で劣る評議会軍は戦闘でも劣勢に立ち、3月10日ごろから後退を余儀なくされた。政府軍は11日には西部のザウィヤ、14日には同じくズワラ、15日ごろまでには西部のほぼ全域・石油基地をすべて奪還した。
フランスはNATO主導の軍事介入を主張していたが、参戦にはアメリカの同意が不可欠であった。しかしアメリカのオバマ大統領は、欧米諸国とリビア政府が正面衝突することによってイラク戦争のような泥沼に陥ることを警戒していた。
12日、カイロでアラブ連盟の会議が開かれた。アラブの春の一連の革命を支持していたカタールが説得に動き、欧米に介入を求める決議が採択された。またカタールは個別に、フランスに航空部隊の参戦を確約し、飛行禁止空域を設け、6機のミラージュ戦闘機を配備した。
15日、欧米の介入はないと確信したカダフィ大佐はベンガジ政府の最後の防御地アジュダビヤの総攻撃を宣言し、翌日には攻撃を開始した。同日にはセイフイスラムが48時間以内のベンガジ総攻撃を宣言し、反体制派は浮足立った。国際援助隊も退避を開始した。

### 米英仏などによる軍事介入・戦局の長期化

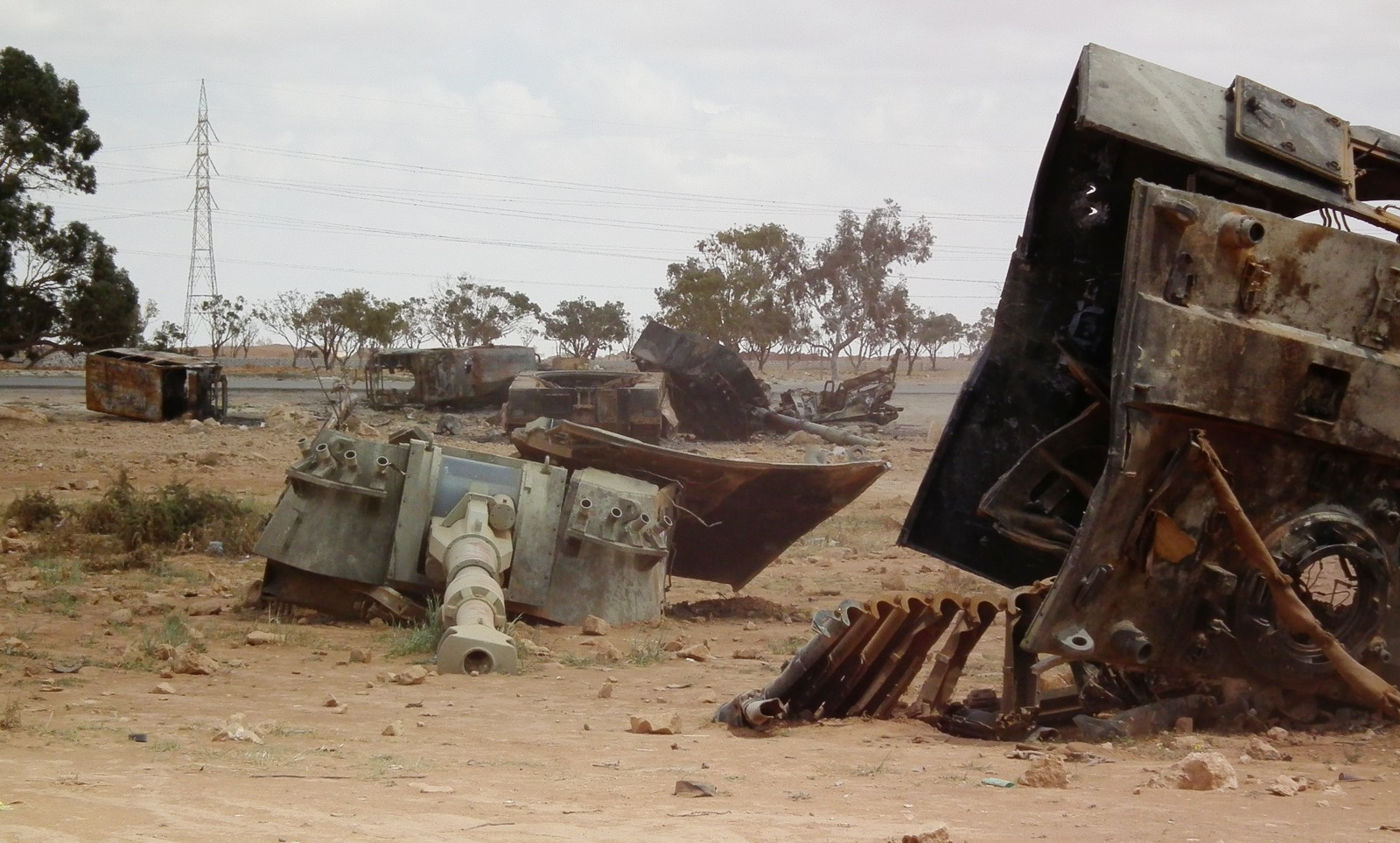
フランス軍の空爆によって破壊されたカダフィ軍の自走砲

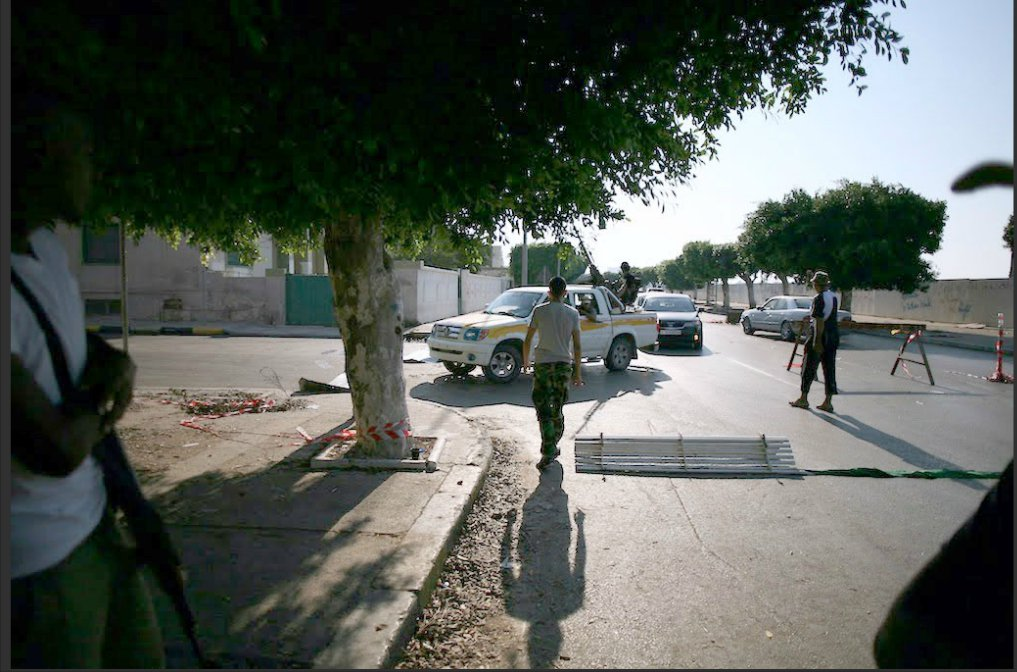
反カダフィ勢力によって占拠されたトリポリの一部。2011年8月26日撮影。

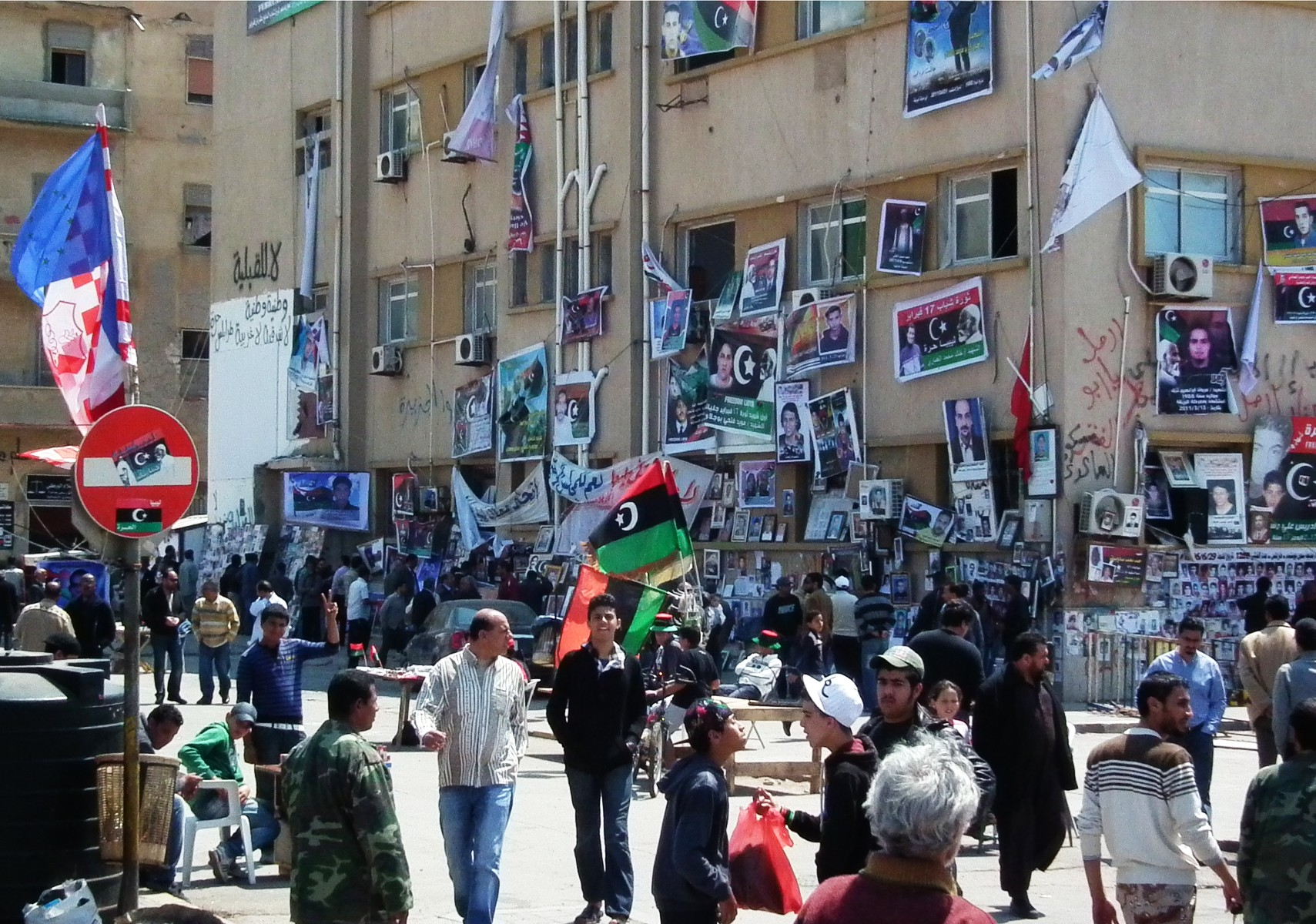
裁判所前で行われた反政府デモ。壁に貼られている写真は、カダフィ軍によって殺害された犠牲者たちのものである（2011年4月、ベンガジ）。

しかし15日夜、訪仏したクリントン国務長官の報告を受け協議していたオバマ大統領はカダフィ大佐の脅しを聞いて参戦を決断、17日に国連安保理に、保護する責任として飛行禁止区域の設定と空爆を承認する決議がかけられた。カダフィ大佐を支持していたロシア・中国ももはやカダフィ大佐をかばいきれなくなり、拒否権を行使しなかった。理事会は同決議を賛成10、棄権5（中国・ロシア・インド・ドイツ・ブラジル）で採択した。フランスは空爆への準備を開始した。
カダフィ大佐は国際的な軍事介入を非難しつつも、一旦は18日に即時停戦を受け入れた。しかし直後にベンガジやミスラタに対する攻撃を継続した。19日、フランスが軍事介入を宣言し、米英仏を中心とした多国籍軍がカダフィ政府軍への空爆を開始。アメリカの「オデッセイの夜明け作戦」によりトマホークが100発以上発射された。カダフィ大佐は直後に国営放送で演説し、国民に対し徹底抗戦を呼びかけた。リビアはかつてパンアメリカン航空103便爆破事件やリビア爆撃などと西側諸国と長年対立した後で近年は関係改善していたのだが、今回の攻撃でイギリス・イタリア及びル・フィガロ紙でモサッドとの関係が報道されたサルコジ大統領のフランスがNATOを主導している。
また7月上旬には、NATOの空爆を受けたリビア国民の3分の1に及び130万人がトリポリに集まってカダフィを擁護するデモを行なった。
しかし、NATO加盟諸国は欧州金融危機への対応を抱えるなど、財政的にリビア攻撃を継続することは容易ではなく、6月上旬にはNATO国防相会合にてアメリカが攻撃に参加しないドイツやポーランドなど5カ国を非難するなど軋轢も起こる。一時期はNATO加盟国のうち17カ国が攻撃に参加したが、8月1日にノルウェーがリビア攻撃から離脱し、参加国は7カ国まで減った。また反カダフィ勢力や民間人に対して誤って攻撃してしまい犠牲者が出るなど、攻撃そのものに対して反政府勢力からも批判も高まった。
リビアにおける戦闘は膠着状態が続き、ロシアのエフゲニー・プリマコフ元首相はNATOが袋小路状態に陥ったと指摘し、国際連合による介入も実を結ばなかった。
こうした軍事的対応のほか、3月29日にはイギリスのロンドンにてリビア情勢を議題とする国際会議が開催され、以降この枠組はリビア連絡調整グループとして、リビアに対し国際的に協調して対処すること、またリビアと国際社会を結ぶ窓口を確保することなどを目的した包括的組織となった。7月1日にはアフリカ連合がマラボで首脳会談を開き、双方による即時停戦や対話による民主化方針の策定を求めた調停案を提示した。評議会内部では長引く戦局の中で、交渉に応じようという意見が上がり、アブドルジャリルもその考えに賛同していた。
28日、交渉賛成派の1人であったアブドルファッターフ・ユーニス・オベイディー国民解放軍総司令官がベンガジへの帰途中暗殺される事件が発生した。事件については内部の路線闘争とカダフィ側の襲撃との見方があるが、前者の可能性が高い。アメリカ国務省は事件の及ぼす影響を危惧し、8月4日に評議会代表と内乱終結後の手続きについて会合を開いた際に事件の解明を求めた。8月8日、マフムード・ジブリール執行委員会委員長（暫定首相に相当）は事件の責任を取って内閣を総辞職させた。
この一連の出来事を通して、評議会は一致して武力打倒へと突き進んでいった。また7月にかけて、大国の国家承認が相次いだ
。
また、リビアに残る外交官たちを守るため、SASやGSG-9といった欧米の特殊部隊が派遣された。彼らのような先進国の特殊部隊や民間軍事会社の要員が、反カダフィ側への軍事指導や、戦闘行為の支援を行ったのではないかという推測も行われていた。

### 反体制派による首都攻勢
8月4日から5日にかけてのNATOのズリタン空爆でカダフィ大佐の七男のハミース・ムアンマル・アル＝カッザーフィーがNATOの空爆により死亡したとされたが、カダフィ大佐側はこれを否定。9日には国営テレビにてハミースの映像を公開し無事をアピールした。
評議会軍は、6日にビルガナム、14日には首都西方の補給路ザウィヤ、15日には南方のガリヤンを制圧し、首都包囲が完了したと発表した。17日にはトリポリに石油を送るパイプが遮断された。
カダフィ大佐はこれに対して14日からスカッドミサイルなどのロケット弾で反撃し15日からはカダフィ大佐が度々メッセージを発信し抗戦を呼びかけた。しかし劣勢に立たされた陣営からは離脱者が相次いだ。15日にはアブドラ内相がチュニジア経由でエジプトへ、19日にはジャルド元首相がチュニジア経由でイタリアへ亡命し、20日にはイタリアへ出向いていたオムラン・ブクラ石油相が帰国を拒否した。
評議会は19日にズリデン、20日にブレガを奪還した。また19日夜、海路でトリポリに武器が持ち込まれ、市内に潜む反体制派に手渡された。

### 人魚の夜明け作戦による首都陥落・カダフィ政権崩壊
8月20日夜、トリポリ市内東部のタジューラ地区で銃撃戦が発生、市内の情報当局ビルや空港地区をすばやく占領した。包囲軍の一部も合流し、市内各所で明け方まで衝突が続いた。この首都攻略作戦は「地中海の人魚」と言われるトリポリにちなんで「人魚の夜明け作戦」と呼ばれた。
カダフィ大佐は21日未明に音声メッセージを発し、「ネズミ（反体制派）は人民に攻撃され排除された」と主張した。市内の反体制派の攻撃はやまず、郊外にある政権の武器庫となっていた基地を奪取、カダフィ大佐の居住区バーブ・アズィーズィーヤにNATO軍の空襲が行われた。カダフィ側の政府報道官は同日、反体制派と交渉する用意があることを示し、攻撃停止をNATOに要請した。同日中に市内で1300人が死亡したと発表したが、評議会は「悪質なプロパガンダだ」と反論した。NATO発表では死者は31人であった。またカダフィ大佐は再びメッセージを流し、抗戦を呼びかけた。
その日のうちに長男のムハンマド、次男のサイフルイスラーム、三男のサアディーが相次いで降伏、拘束されたと報道された。市民の心はカダフィ大佐から離れており、深夜にカダフィ大佐が3度目のメッセージを流した頃にはすでに大勢は決していた。報道陣も市内へ入り、「トリポリ解放」に喜ぶ市民の姿を映した。また、アル＝マフムーディー首相がチュニジアへ亡命した。
22日早朝までにはバーブ・アズィーズィーヤ地区を除く市内全域が制圧された。首都中心部にある緑の広場は未明に解放された直後から市民が事実上の政権崩壊を祝い、評議会の軍人も続々と駆けつけた。カダフィ政権の象徴であった緑の広場はすでに「殉教者の広場」と呼ばれていた。午後には国営テレビが制圧され、カダフィは情報発信の重要な拠点を失った。トリポリ国際空港も制圧され、アブドルジャリルは｢カダフィ政権崩壊｣を宣言した。
22日夜、ムハンマドの自宅に政府派の兵士が突入し、軟禁されていたムハンマドが解放された。また23日未明、バーブ・アズィーズィーヤ地区にあるサイフルイスラームの自宅に招かれたメディアの前にサイフルイスラム本人が姿を現し、｢拘束されたと言う情報はデマだ｣と述べた。その足で各国メディアが滞在しているリクソス・ホテルに出向き、支持者らとともに気勢を上げた。サイフルイスラムが拘束されていなかったのかは不明である。
23日午前、NATOの空爆を合図に地上軍がバーブ・アズィーズィーヤ地区に突入し、5時間に及ぶ戦闘の末に陥落させた。カダフィ政権は完全に崩壊したが、カダフィ大佐本人及び息子たちは発見されなかった。住居地下に大規模な地下通路が発見され、大量の備蓄が見つかった。評議会は、トリポリにおける被害を死者400、負傷者2400と発表した。24日午後、リクソス・ホテルに監禁されていた海外取材陣約30名が5日ぶりに解放された。国境なき記者団は非難の声明を発表した。
その後も南部を中心に局地的な戦闘が続いた。27日未明、反カダフィ軍はサラハディン地区に残ったカダフィ派のトリポリ最後の要塞に突入し、7時間に及ぶ戦闘の末陥落させた。また同日、トリポリ国際空港付近一帯も制圧し、首都奪還を完了した。

### 連合軍[要検証–ノート]によるカダフィ大佐の捜索、及び掃討戦
カダフィ大佐は8月24日、地元メディアのアル・ライ・テレビでメッセージを流し、居住区撤退を｢戦術的行動｣と主張した。支持者にトリポリ奪還を呼びかけ、徹底抗戦の意思を示した。カダフィ大佐は以降も、不定期にメッセージを放送し続けた。カダフィ派は兵力を中部スルト及びその近郊へ集中させ始め、スルトに向かった反カダフィ軍は足止めを食らった。アブドルジャリルはカダフィ拘束に賞金200万リビア・ディナールをかけた。
25日、カダフィ大佐がアブザリム地区に潜んでいるとの情報が流れ、軍が地区の住居をしらみつぶしに捜索したが、発見には至らなかった。
27日、首都奪還を達成した反カダフィ軍は首都駐在の軍の大半をスルト戦線へ投入した。28日にはスルトを包囲し、現地の部族長と投降にむけた交渉を開始した。30日、「9月3日までに投降しなかった場合は武力行使する」と最終通告を突きつけた。同日カダフィ大佐の七男のハミスが負傷し、夜になって死亡した。遺体は同日中に埋葬されたという。
29日、 アルジェリア政府は、カダフィ大佐の妻のサフィア・長男のムハンマド・五男のハンニバル・長女のアイシャらの入国を、妊娠しているアイシャに対する人道行為の観点から許可したと発表した。アイシャは30日、女児を出産した。リビアの反カダフィ派は、アルジェリアが大佐の家族を保護していることはリビアの主権侵害に当たると非難し、大佐の家族をアルジェリアからリビアに送還するよう求めた。
31日、オベディ外相及びカダフィ側近のアブドラ・アル・ヒジャジが相次いで拘束された。三男のサーディが「身の安全と引き換えに投降したい」と呼びかけ、評議会の関係者と話し合いをもった。
9月1日、評議会は、2日前にイタリアANSA通信が「信頼できる人物」から入手した「カダフィ大佐はバニワリドに潜伏している」と言う情報の信憑性が高いと判断し、スルトの投降期限を3日から10日に延長した。
5日、カダフィ派の大規模な車列が隣国のニジェールに入り、6日には首都のニアメーへ到着した。一行には治安責任者のマンスール・ダウラら政府高官多数が含まれていた。アメリカ政府はニジェール政府に対し、身柄拘束と武器や現金などの押収を求めた。11日にはサーディが入国し、同国への亡命を申請。身柄を確保された後、ニアメーに護送された。ニジェール政府は「リビアで公平な裁判が行われる保証がない」として、送還を拒否した。
6日、評議会は、カダフィ大佐が3日にニジェール国境付近のガート村で目撃されたとの情報が入っていることを明らかにした。翌日には、カダフィ大佐の潜伏先の周囲60キロを包囲したと発表したが、場所は明かさなかった。

### 拠点制圧、カダフィ大佐の拘束と殺害
評議会は9月21日にはカダフィ派の拠点の一つ南部サブハを制圧した。
さらに10月17日にバニワリドを制圧し、カダフィ大佐の居住区だった建物をブルドーザーで取り壊した。10月20日にはカダフィ大佐の出身地でカダフィ派の最後の抵抗拠点でもあったスルトを制圧し、国民評議会はリビア全土を掌握。
スルトの陥落が決定的になる中、逃走中のカダフィ大佐自身もNATOの空爆を避けようとしてスルト市内の排水管に身を潜めたところを反カダフィ派の者たちに発見され、排水管から引き摺り出されて拘束され、その際に受けた攻撃でカダフィ大佐は死亡したと国民評議会が発表。カダフィ大佐が拘束され、死亡したとされる模様を映した映像がアルジャジーラにより世界各国へ配信され、カダフィ大佐の遺体はリビア西部のミスラタに運送された。10月23日、国民評議会はリビア全土の解放を宣言した

### 親カダフィ・ＩＳ系組織の台頭（第二次リビア内戦）
内戦終結宣言後リビアではイスラム主義のトリポリ政府と世俗主義のトブルク政府が並立し、更に親カダフィ派やIS系組織、その他の地方勢力が乱立し、政府の統治機能が急速に低下、事実上の内戦状態が継続している（第二次リビア内戦）。日米欧など各国の外交団は相次いで首都トリポリを脱出。リビアは世界有数の産油国だが、治安の悪化から原油生産も落ち込み、直近の生産量は2013年比で半減した。同国の混乱は原油相場や周辺国の治安にも悪影響を与えている
カダフィ政権が崩壊した後、暫定議会が発足したものの、一部の勢力が議会の正統性を否定しているため事実上機能しておらず、新憲法制定のメドも立っていない。独裁体制が42年間もの長期間続いた影響で、有力な指導者候補が見当たらず「政治空白」が常態化し内戦は一層の泥沼化を招いている

## 復興へ向けた課題

### 国内統制

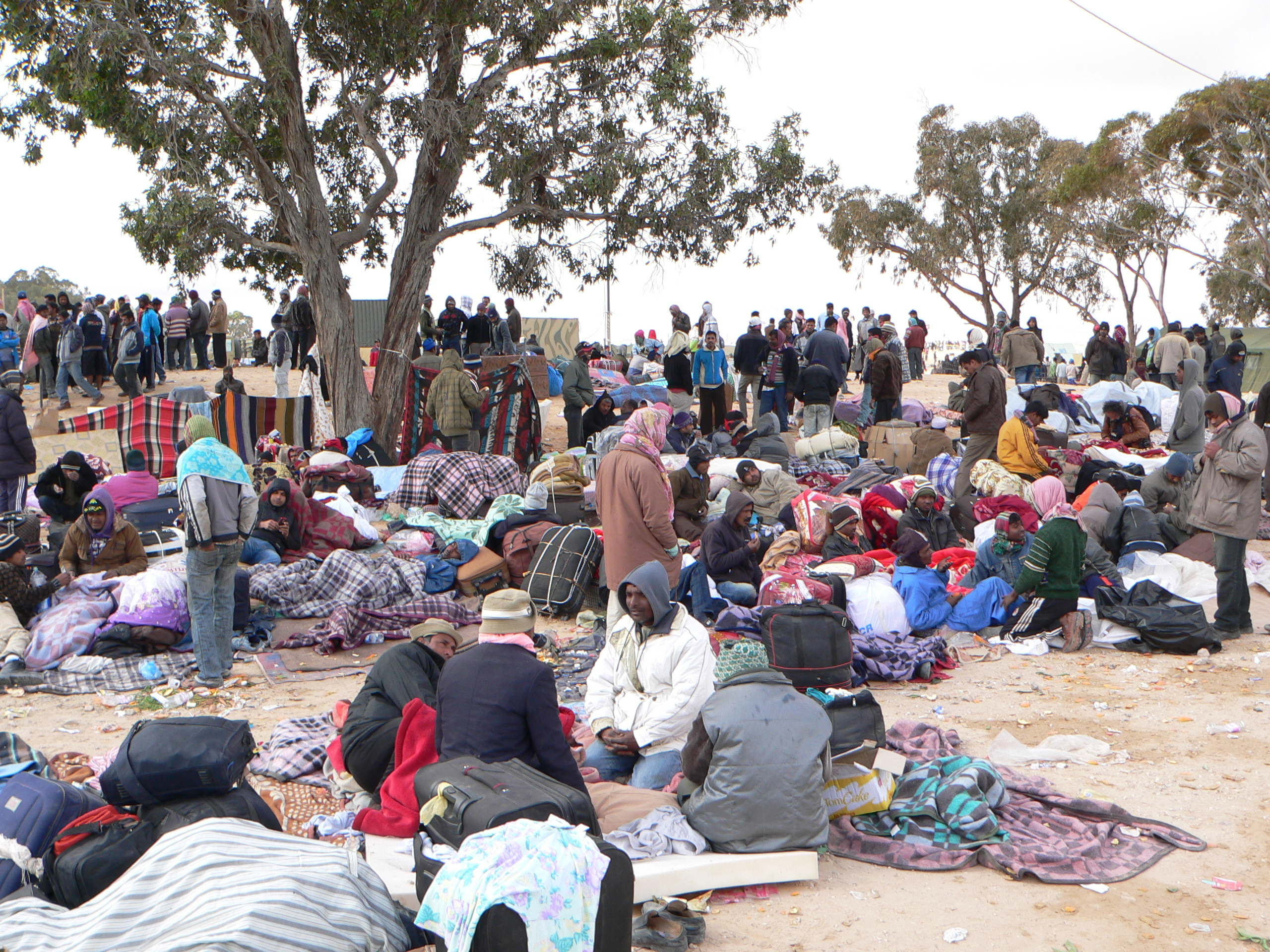
チュニジアのリビア人難民キャンプ

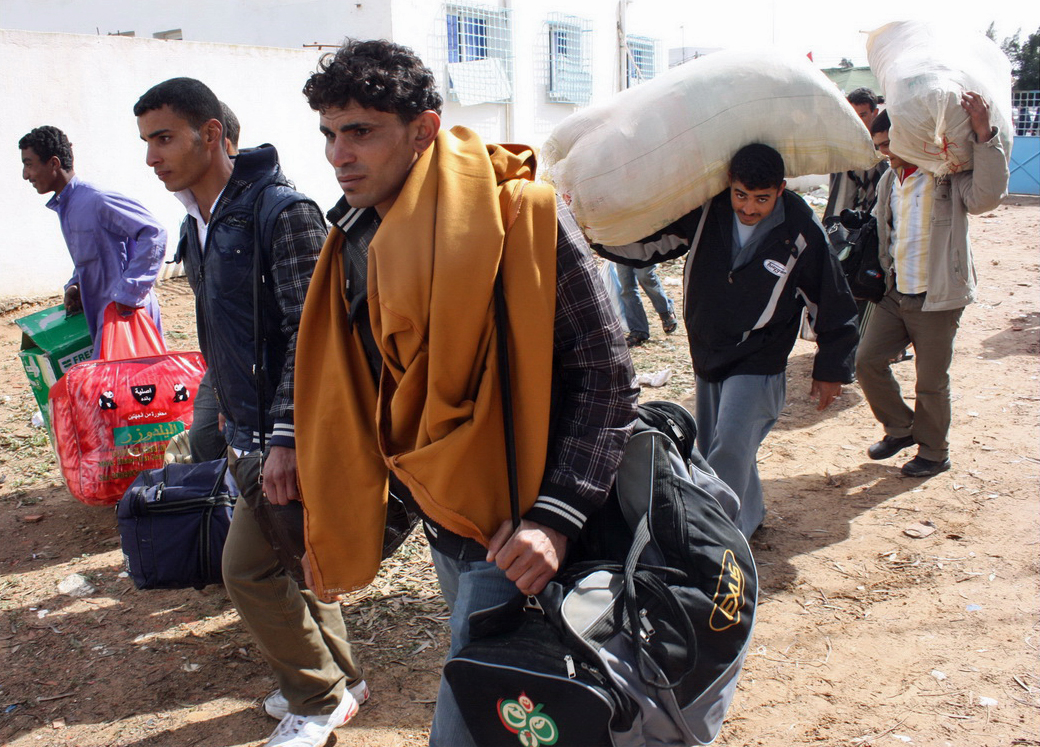
リビアとチュニジアの国境付近の難民たち（2011年3月7日）

もともとリビアは、ともすれば反目しあいがちな多数の部族をカダフィが巧みに統制することによって一国家として成立していた。そのため各部族は独立志向が強く、内戦終結後にはトリポリの国民評議会の統制が効かず、部族単位、あるいは都市単位で独自の評議会が設置され、地域内で大幅な自治権を握った。カダフィ大佐の遺体の取り扱いや戦争犯罪者の引渡しなどについて国際機関からトリポリの政府を通じて要望があっても、地方政府が拒否するケースがあった。

### 都市間の反目・対立
カダフィ政権下で優遇された部族などは、内戦中も一貫してカダフィ陣営を支持してきた。政権崩壊によって「賊軍」となった彼らは、形勢が逆転した6月ごろから周囲の評議会派の部族（主にカダフィ政権下では冷遇されていた）に報復を受けた。カダフィ政権下での部族間格差が報復の残酷さを助長した。こうした報復の応酬によって生じた対立を仲裁・解消するため、宗教指導者・教育者・知識人が主体となって「国民和解のための調停委員会」が設置された。
対立の最も典型的な例が、ミスラタ（カダフィ政権冷遇派）とタオルガ（カダフィ政権優遇派）の対立である。ベンガジ蜂起後、西部で真っ先に反旗を翻したミスラタに対して、カダフィ大佐の弾圧支持と多額の資金援助を受けたタオルガをはじめとする周辺都市が大規模な攻撃を行った。しかしその後形勢が逆転すると、ミスラタがタオルガを攻撃した。双方合計7000人近くが死亡した戦闘がミスラタの勝利に終わると、ミスラタはタオルガ住民を町から追放、町を閉鎖した。タオルガ住民は全国各地に散らばって難民化、NGOの援助によってかろうじて命をつなぐ窮状に追い込まれた。調停委員会はこの二者の和解を最優先課題と位置づけ、タオルガ指導部が仲裁を依頼した第三者の有力部族とともに調停に当たっている。

### カダフィ政権支持者の存在
上記のカダフィ支持部族の中には、国外に逃亡した親族を担いでトリポリからの独立を宣言する部族も存在する。また、一般民衆の中にも乱立する各政治勢力・武装勢力の抗争や遅々として進まない戦後復興への不満からカダフィ時代を懐古する風潮も散見されている。これらの動きに対してトリポリ政府は「独立を認めない」「カダフィ支持の政治勢力は非合法」の旨の声明を発表している。

## 世界情勢への影響
ロシアは、かねてから国連をはじめとする国際社会が特定の国の騒乱状態に介入することは否定的であった。そのロシアがNATO軍の空爆を結果的に受け入れたのは、空爆が「人道目的」に限定されると判断したからで、オバマ大統領と個人的な信頼関係を結んでいたメドヴェージェフ大統領が譲歩をしたのである。
しかしNATOの軍事介入はロシア側の意図を超えた範囲で行われ、ついには政権崩壊、指導者の暗殺にまで達した。憲法の大統領再選規定に抵触したためにメドヴェージェフに大統領職を「貸していた」プーチン首相は欧米への不信感を強め、翌年の大統領復帰を待たずしてメドヴェージェフ大統領の持つ外交担当の職務を事実上凍結した。
リビア内戦終結により民主化闘争の中心地はシリアに移ったが、2012年に大統領職に復帰したプーチン首相の欧米に対する不信感に加え、シリアは中東一ロシアの軍事的利権が絡んだ国であったため、シリアに不利に働くような安保理決議にロシアが拒否権を行使する事例が多発し、シリアでの内戦が長引くこととなった。
また、内戦の終結はリビア政府軍に従軍していた周辺地域出身の傭兵や兵器の離散を招き、新たな紛争の一因ともなっている。マリ共和国では戦闘経験を積んだトゥアレグ兵が兵器を持って帰国しアザワド解放民族運動の母体となった。その後、2013年のアルジェリア人質事件の遠因にもなった。

## 傭兵
カダフィ大佐は政権の座についた直後の1970年代より近隣諸国出身の兵士を雇兵として集め、一部は国軍に編入してきた。今回の騒乱でも、国民を銃撃することを厭わない他のアフリカ諸国出身の傭兵が、反政府軍に転向する正規軍に代わって政府の戦力になっていた。主にフランス語を話す者で、2008年以降にリビアに来ていた反政府ゲリラ出身の出稼ぎ労働者の可能性が高い。急きょ集められた者だけでなく、以前から訓練されていた者も含まれるとされる。彼ら外国人傭兵を手配・統括していたのは、グローバルCST(Global CST)と呼ばれるイスラエルの民間軍事会社だとされる。傭兵達は莫大な収入のうち一部だけを渡され、残りはグローバルCST社が手にしていると言われる。
このほか、近隣諸国において1日2,000USドル（約16万円）で私兵を募集しているともいわれる。ただ、リビア国内にいる出稼ぎ労働者には200USドル（約16,500円）が一方的に支払われている。またカダフィ派の兵士が出稼ぎ労働者の家に押し入り、暴行を加えて拘束した後、金品を強奪したうえで兵士になるよう強要されたという。なお、断るとその場で銃殺されるという。
カダフィ大佐自身がアフリカ合衆国提唱者で、コートジボワールやコンゴ民主共和国の部族長を招待し、そこ部族出身の貧しい労働者を迎え入れるなどアフリカ国内の友好関係を重視していた点も理由として挙げられる。
外国人傭兵を擁する背景として、リビア独特の部族社会を指摘する声もある。例えば、同じ部族の人同士での銃撃を避けるために、彼らに『汚れ役』を担わせるというものである。また傭兵は正規軍と比べて、「外国人」であるリビア国民を銃撃することへの抵抗が少なく、デモ参加者への無差別発砲も彼らが行ったといわれる。
北朝鮮からの傭兵がいるという噂も流れていたが、可能性は非常に少ないと大韓民国外交通商部の関係者が否定している。北朝鮮傭兵がいるという噂は、イギリスのガーディアンが韓国傭兵がいるという誤報を掲載したことから端を発しており、過去リビアに朝鮮人民軍の派遣があったことも噂が広まった理由とされている。
イギリスのサンデータイムズは、リビアに送られたジンバブエの軍人とOBが上記の傭兵軍と合流したと伝えた。
他にも、ヨーロッパ人の傭兵が300～500人ほどいたとされ、シリア人、セルビア人、アルジェリア人、ルーマニア人のパイロットが空爆作戦に加えられている。
また、南アフリカの民間軍事会社が、カダフィ大佐とその家族を護衛・国外逃亡させるために雇用されていた。最初のチーム24人は、カダフィ大佐の妻と三人の子供をトリポリからアルジェリアに逃亡させることに成功したものの、カダフィ大佐本人と二人の息子を逃走させるチーム19人は失敗し、NATOの空爆及び反カダフィ派との戦闘によって2人の死者を出した。

## 武器
リビア内戦ではAK-47やRPG-7、テクニカルといった発展途上国らしい武器から、FN F2000やH&K G36、南アフリカのトルベロ社製狙撃銃、機関銃を搭載したリモコン操縦式の四輪車などといった欧米の軍隊が使用するような最新式兵器まで、世界各地で開発されたさまざまな武器が使用された。
アイルランド人との混血である反カダフィ派狙撃兵のタレグ・ガゼル氏（Tareg Gazel）は、カダフィ大佐に雇われた外国人の傭兵部隊が「レーザーポインター付きの狙撃装備を使用していた」と発言し、照明を持たせた犬を歩かせてレーザーを探り当て傭兵部隊の狙撃兵を掃討していたという。
カダフィ政権はイスラエルやフランス、ベルギーなどの軍需企業から最新式の武器などを購入していた。反カダフィ派は、それらの武器を鹵獲、改造して自らの武装として使用。戦闘機などについていた機関砲やミサイルランチャーを車に取り付けテクニカルとして使用していたり、現地の義勇兵が最新装備で武装するという光景がいくつも見られるようになった。内戦発生からまもなく、先進国は当然カダフィ側への武器供与を取りやめ、フランスのように反カダフィ側に武器を提供した国も存在する。反カダフィ派は、カダフィ側が中国や東欧などから武器を購入していたと主張した。
内戦終了後、テクニカルなどの大型武器は軍によって回収が行われたが、小火器などは一般人の手に渡ったままであり、一部が反暫定政府派のテロ組織や民兵に流れているという情報がある。特にロケット砲などは、国外におけるテロ活動に使用される可能性が懸念されている。

## 当局によるメディア統制
一連の反政府デモを報道する機関にも政府当局の手は伸び、反政府デモが開始されてからは外国メディアによる取材は制限され、ベンガジへの移動が禁じられた。18日にはアルジャジーラが放送を妨害され、またウェブサイトへのアクセスも遮断されていると発表した。また一連の反政府運動に威力を発揮しているインターネットそのものも使えない状況となった。

### デモ弾圧の正当化
カダフィ大佐は「中国の天安門では、武装していない学生も力で鎮圧された。天安門事件のようにデモ隊をたたきつぶす」「われわれは武装するために武器庫を開ける。（反体制派との）戦いに勝ち、彼らを殺す」と述べ、反体制派に対する虐殺などの弾圧を正当化した。それに対し、中国外交部は「中国政府と国民は既に明確な結論を出している」と困惑するも「リビアができるだけ早く社会の安定と正常な秩序を回復するよう強く希望する」としてカダフィは批判しなかった。

## 部族間内戦
反体制派が占領したベンガジなどの東部は、カダフィ大佐に打倒されたイドリース王の出身部族もあり、弾圧を受けてきた。反乱を呼びかけた元公安相も東部部族出身であり、ベンガジの東にある都市では現地警察が軍に銃を向けたとの情報もある。ベンカジで一部軍部隊が反体制派側に回る、軍将校団が反乱を呼びかけるなど軍離反の動きも報じられた頃、政府側は空爆など本格的な軍事行動を開始。一方で、カダフィ大佐の出身地であり出身部族の拠点であるスルトや、カダフィ大佐を支持したワルファラ族の拠点であるバニワリードなどでは、トリポリが陥落しカダフィ政権が事実上崩壊した後もカダフィ派の抗戦を支持し続けた。なお、この攻撃を報じる報道機関は、デモ隊や一般市民への無差別攻撃であると主張している。

## 在留外国人への被害
- 2月20日から21日にかけて、リビア各地にある韓国企業との建設企業の宿舎と事業所が襲撃され、金品を強奪される事件が4ヶ所で発生した[161]。さらに2月21日には首都トリポリ近郊の韓国の合弁企業が手掛ける建築現場で、韓国人3人とバングラデシュ人出稼ぎ労働者の数十人が地元住民500人に襲われ負傷（うちバングラデシュ人2名が重傷）した[162]。
- 2月22日には東部の都市アジュダービヤーで、中国の華豊公司が手掛ける住宅建設現場で従業員など1000人が銃を持った現地の暴徒に襲われ、パソコンなどの入った荷物が強奪された。この数日リビア各地にある中国交通建設・中国建築工程・中国中鉄・中水集団など大手企業の各プロジェクトの現場でも同様の襲撃事件が相次いで起こっていた[163]。
- 2月24日にエジプトに脱出した韓国建設会社の職員が語ったところによれば、2月15日にデルナ近郊の工事現場と宿舎に刃物・鉄筋・電気衝撃機などで武装した暴徒が乱入し従業員達が使用していた乗用車やバス、リフト車など約30台を奪っていく略奪行為が発生した[164]。さらに25日に同じ韓国建設会社の別の職員が語ったところによれば、「反政府デモ隊の自警団が、一部夜になると略奪を行う暴徒に変わった」と証言し、「デルナ近隣の港を通し輸入された現代自動車や起亜自動車製の車が全て略奪された」とも語っている[152]。

- 3月初旬、外国への民間交通は継続されている。エジプト航空が主で、他にチュニジア航空、ヨルダン航空、モロッコ航空である（合計で3月4日は4便、5日14便、6日7便、7日4便）。他にギリシャ政府がフェリー（4日と5日にシルテとベンガジからギリシャ領クレタ島ハニアへ）とカナダ政府が航空便（5日にトリポリからマルタ島へ）を運行した[165]。

## 各国の反応
- 日本 - 前原誠司外相は、2月22日の記者会見で、多数の死傷者が出ているリビア情勢について「リビア政府によって著しい暴力が放置されていることを強く非難する」と表明した[166]。
- 国際連合 - 潘基文事務総長は、2月21日にカダフィと電話で会談し、暴力行為の拡大に強い懸念を表明した[31]。ナバネセム・ピレイ（英語版）国連人権高等弁務官は人道に対する罪の可能性に言及し警告、また市民に対する暴力行為の停止を要求した[29]。
- エジプト - 2011年エジプト革命に参加した4月6日運動を中心に医薬品などをリビアに送る支援をFacebookなどを通じて呼び掛けた[167]。また不測の事態に備え、エジプト軍がリビア国境に軍を増員した[168]。
- アメリカ合衆国 - オバマ大統領は、リビア政府によるデモの強制排除を非難した[169]。ヒラリー・クリントン国務長官も政府によるデモ弾圧を強く非難し、人権尊重を要求した[170]。
- 中国 - 2月23日の中国メディアは、リビアでの一連の動きから連想させないようにするため、2月22日の演説の中で出てきた六四天安門事件を想起させると思われる部分を削除して報道している[171]。また、軍艦や輸送機などを派遣して中国人労働者3万人をリビアから退避させた[172]。
- 欧州連合 - 各国外相は、デモ参加者への弾圧を非難[173]。
- ベネズエラ - ウゴ・チャベス大統領は、3月1日にカダフィ大佐と電話会談を行い、その中でベネズエラの仲介による反政府勢力との和平案を提案した、カダフィ大佐をそれを受け入れた。そのことは同月3日にベネズエラのイサラ情報・通信相とアラブ連盟ムーサ事務局長によってそれぞれ公にされたが、反政府側のアブドゥルジャリル国民評議会会長は和平案を拒否した[174]。
- ロシア - セルゲイ・ラブロフ外相は、10月21日のカダフィ大佐の死亡について、捕虜の人道的取り扱いを規定したジュネーヴ条約違反の疑いが強いとして国際的な調査を要求。更に、「当初は大佐殺害が軍事介入の目的ではないと言っていたのに今は『ついに目的を果たした』と違うことを言っている」と北大西洋条約機構を批判した[175]。
- イスラム・マグレブ諸国のアルカイダ組織は、2月24日、反政府派の支援を宣言した。[176]

### 各国のカダフィ一族の資産凍結
カダフィ政権が傭兵を使い反政府デモを弾圧したこと、傭兵の使用が騒乱の長期化と死傷者の増加を招いていることから、国際社会では傭兵が雇えないようにカダフィ一族の資産を凍結する動きが出ている。
| 国名         | 制裁対象                           | 制裁金額                  | 備考                       |
| ------------ | ---------------------------------- | ------------------------- | -------------------------- |
| 国際連合     | カダフィ大佐など6人                |                           |                            |
| アメリカ     | 家族・親族・ファンド・中央銀行など | 約300億アメリカ合衆国ドル | [ 177 ]                    |
| 欧州連合     | 家族・親族など26人                 |                           | [ 178 ]                    |
| イギリス     | 家族・ファンド                     | 約30億イギリス・ポンド    |                            |
| オーストリア | 家族・ファンド副会長               | 12億ユーロ                | [ 179 ]                    |
| スイス       | 家族・側近                         | 8億8000万スイスフラン     | 金融取引禁止もあわせて実施 |
| カナダ       | 家族・親族・中央銀行など           | 23.6億ドル                | [ 180 ]                    |
| ドイツ       | 息子                               | 200万ドル                 |                            |
| スペイン     | リゾート地の不動産                 |                           |                            |
| 日本         | 家族・石油公社など                 | 3500億円                  | [ 181 ]                    |

## 経済への影響
- リビアは推定埋蔵量8位の石油を有しているとされるが、ヨーロッパ系石油会社が産出する日量155万バレルの原油生産量が、一連の動きで生産量を半減する事態に陥っている。今後の情勢が長引く、あるいは新しい政権の対応次第では、原油価格のさらなる高騰が懸念される。
- リビアを含めた中東情勢長期化を嫌い、最も安定していると思われる日本円を買う動きが加速している。